# 올림픽 수단 선수단
올림픽 수단 선수단은 수단을 대표하여 올림픽에 참가하는 선수단이다. 1960년 로마에서 개최된 하계 올림픽부터 몇몇 대회 (1964년, 1976년, 1980년)를 제외하고는 거의 매 대회에 참가해오고 있다. 1964년 대회에는 참가하지 않았고, 1976년에는 대부분 아프리카 국가들과 함께 대회를 보이콧했으며, 1980년에도 미국이 주도하는 보이콧에 동조하여 참가하지 않았다. 동계 올림픽에는 아직까지 참가한 적이 없다.
이스마일 아흐메드 이스마일은 2008년 육상 800m 남자에서 2위로 은메달을 따내, 수단 최초의 메달리스트가 되었다.
1956년 수단의 국가 올림픽 위원회가 조직되었고, 1959년 국제 올림픽 위원회에 승인받았다.

## 종목별 메달 집계
| 경기 | 금 | 은 | 동 | 합계 | 순위 |
| ---- | -- | -- | -- | ---- | ---- |
| 육상 | 0  | 1  | 0  | 1    | 84   |
| 합계 | 0  | 1  | 0  | 1    | 127  |

## 역대 메달리스트 목록
| 메달   | 이름                       | 올림픽        | 종목 | 세부종목  |
| ------ | -------------------------- | ------------- | ---- | --------- |
| 은메달 | 이스마일 아흐메드 이스마일 | 2008년 베이징 | 육상 | 남자 800m |

## 같이 보기
- 분류:수단의 올림픽 참가 선수

## 참고 자료
- “수단 올림픽 위원회”. 국제 올림픽 위원회. 2011년 6월 14일에 확인함.